# Stacyville
Stacyville é uma cidade localizada no estado americano de Iowa, no Condado de Mitchell.

## Demografia
Segundo o censo americano de 2000, a sua população era de 469 habitantes.
Em 2006, foi estimada uma população de 484, um aumento de 15 (3.2%).

## Geografia
De acordo com o United States Census Bureau tem uma área de
1,3 km², dos quais 1,2 km² cobertos por terra e 0,1 km² cobertos por água. Stacyville localiza-se a aproximadamente 365 m acima do nível do mar.

## Localidades na vizinhança
O diagrama seguinte representa as localidades num raio de 16 km ao redor de Stacyville.